# Roxxas
Roxxas il cui vero nome è Kivun Roxxas, è un supercriminale dell'Universo DC. Primariamente un nemico della Legione dei Super-Eroi, comparve per la prima volta in Adventure Comics n. 307 (aprile 1963).

## Biografia del personaggio
Come rivelato nella storia "The Secret Power of the Mystery Super-Hero!", Anton Roxxas, noto come "Roxxas il Macellaio", è il leader di un'armata di pirati stellari. La Legione dei Supereroi reclutò un numero di eroi per la loro battaglia contro il criminale, incluso Mystery Lad, che si unì alla Legione a patto di non rivelare i suoi poteri. Si scoprì infine che Mystery Lad era Jan Arrah, l'unico sopravvissuto del pianeta Trom. I nativi di Trom avevano l'abilità di tramutare ogni elemento in un altro. Roxxas, che voleva accedere al suo potere per ricavarne grandi fortune, tentò di forzare i nativi di Trom ad obbedirgli. Quando rifiutarono, Roxxas distrusse chiunque sul pianeta. Jan fu l'unico sopravvissuto, essendo fuori dal pianeta durante l'attacco. Lui e la Legione riuscirono a catturare Roxxas e a mandarlo in prigione. Jan si unì alla Legione sotto il nome di Element Lad.
Roxxas fece ritorno in Superboy n. 211 (settembre 1975), nella storia "The Ultimate Revenge". Dopo aver saputo che Roxxas evase di prigione, Element Lad rintracciò il pirata su Trom. Infuriato per la morte della sua gente, Element Lad tentò di uccidere l'ex pirata, ma fu fermato dal compagno di squadra Chemical King. La necessità di vendetta di Element Lad venne soddisfatta quando seppe che Roxxas impazzì a causa della colpa per il genocidio da lui effettuato su Trom.

## Legione vol. 4
Roxxas fu il criminale principale nella storia iniziale del vol. 4 della serie della Legione. Liberato dalla prigione dal Governo terrestre (segretamente diretto dai Dominatori) e dopo avergli dato delle armi avanzate, fu assunto per impedire la riformazione della Legione dei Supereroi, preferibilmente uccidendoli. I Dominatori ignorarono il suo comportamento irrazionale, che includeva anche le voci delle sue vittime nella sua testa. Riuscì ad uccidere il Legionario Blok. Si aspettava che quest'azione avrebbe radunato tutti gli altri membri a Shanghalla per il funerale, dove li avrebbe fatti saltare in aria con una bomba. Loro, invece, si radunarono su Winath, così li attaccò lì, ferendo gravemente Chameleon Boy, e ferendo molti altri prima di essere costretto a fuggire. Fu infine rintracciato da una squadra guidata da Element Lad e riportato in prigione. Quindi portò delle prove innegabili che l'Earthgov era guidato dai Dominatori, cosa che diede inizio alla storia successiva di liberazione della Terra dal loro controllo. In ogni modo, le sue azioni causarono ciò che avrebbero dovuto prevenire: la riformazione della Legione.

## Post-Ora Zero
Roxxas ricomparve in Legionnaires n. 27 (luglio 1995) in una nuova forma. Nella nuova continuità, Roxxas è l'ambasciatore di Daxam presso i Pianeti Uniti, ed il leader del White Triangle, un gruppo xenofobico razzista atti alla dominazione galattica. Roxxas fece pressione sulla Legionaria Daxamita Andromeda (che crebbe nell'enclave del White Triangle) attraverso la sua spia nella Legione, ma lei riuscì a liberarsi e lui sembrò finire ucciso nell'esplosione di una centrale elettrica.
In Legionanires n. 54 (novembre 1996), una versione di Roxxas venne reintrodotta come parte di un universo alternativo creato da Time Trapper, come omaggio ai fumetti della Golden Age. Questo Roxxas è un nazista che combatte contro la Legione nella seconda guerra mondiale, al fianco dell'italiano Tangleweb e al giapponese Dottor Regulus. In linea con le limitate super potenze del settore, Roxxas aveva i poteri originali del Superman della Golden Age.

## Poteri e abilità
Inizialmente Roxxas non aveva nessuna abilità sovrumana. Dopo Ora zero acquisisce tutte le abilità dei Daxamitiiti, comprese superforza, volo, invulnerabilità e vista calorifica.